# Chalo-Saint-Mars
Pour les articles homonymes, voir Saint-Mars.
Chalo-Saint-Mars (prononcé [ ʃɑlo sɛ̃ maʁ] ) est une commune française située à cinquante-trois kilomètres au sud-ouest de Paris dans le département de l'Essonne en région Île-de-France.
Ses habitants sont appelés les Chaloins.

## Géographie

### Description

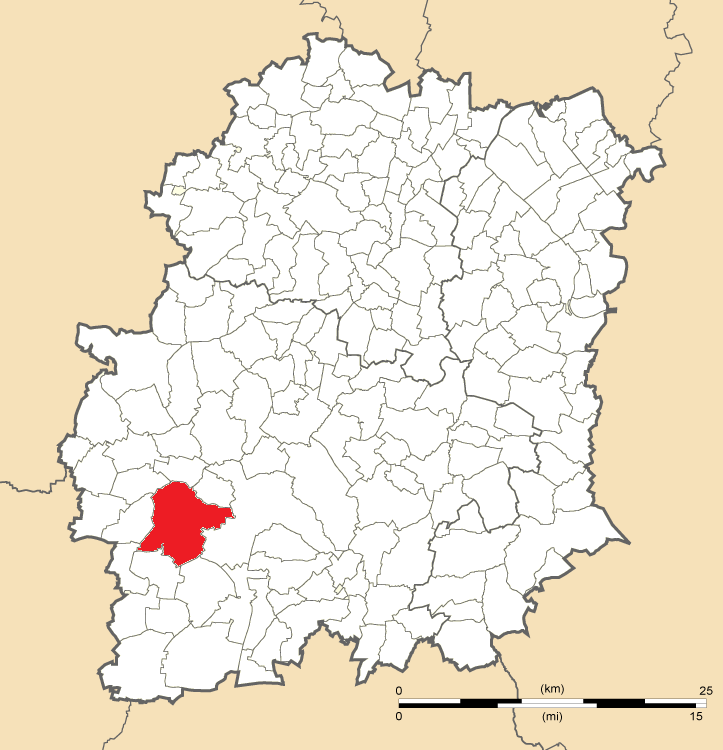
Position de Chalo-Saint-Mars en Essonne.

Chalo-Saint-Mars est un village périurbain situé à la limite septentrionale de la plaine de Beauce, entre la forêt d'Orléans au sud et le Hurepoix, jouxtant Étampes et à cinquante-trois kilomètres au sud-ouest de Paris-Notre-Dame, trente-six kilomètres au sud-ouest d'Évry, douze kilomètres au sud-est de Dourdan, vingt-deux kilomètres au sud-ouest de La Ferté-Alais, vingt-trois kilomètres au sud-ouest d'Arpajon, vingt-huit kilomètres au sud-ouest de Montlhéry, trente kilomètres au nord-ouest de Milly-la-Forêt, trente-quatre kilomètres au sud-ouest de Palaiseau, trente-sept kilomètres au sud-ouest de Corbeil-Essonnes.
Le village est aisément accessible depuis la route nationale 20 à Étampes.
Il s’est historiquement implanté autour d'un gué qui permettait à la route Étampes-Chartres de franchir la rivière. En effet, son territoire est principalement constitué par un plateau calcaire dont l'altitude varie de 125 à 125 m. NGF entaillé par un « T » « dessiné par deux vallées que les rivières Louette et Chalouette ont lentement formées et alimentées en alluvions. Les  terres des vallées ont ainsi été dévolues au maraîchage, qui se maintient encore dans la vallée de la Louette et à l’élevage vivrier, aujourd’hui disparu ».

### Hydrographie

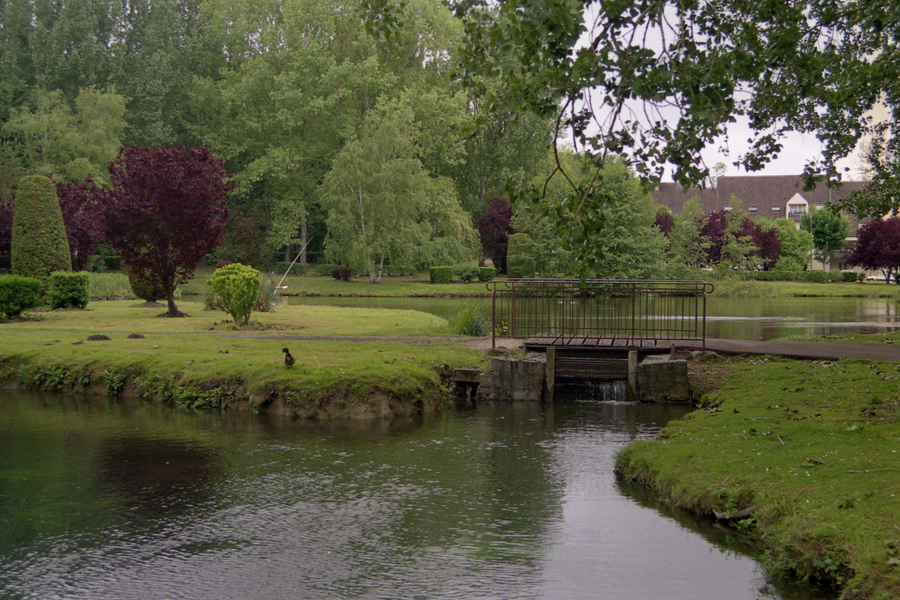
.

La commune est drainée par les rivières de la Chalouette, une rivière artificielle créée autrefois pour irriguer les moulins de la vallée,, la Marette, une rivière elle naturelle, et la Louette, qui sont des affluents de la Juine, donc des sous-affluents de la Seine par l'Essonne.
Des cressonnières y étaient exploitées depuis au moins le XIXe siècle. L'une d'elles a été réutilisée en 2018.

### Environnement
La commune est concernée par les deux types de zones naturelles d'intérêt écologique, faunistique et floristique (ZNIEFF).
Elle comporte un des sites de la réserve naturelle nationale des sites géologiques de l'Essonne.
Chalo-Saint-Mars comprend en 2012 1 584 ha de terres agricoles et 1 180 ha classés en zone naturelle.

### Climat
Pour des articles plus généraux, voir Climat de l'Île-de-France et Climat de l'Essonne.
En 2010, le climat de la commune est de type climat océanique dégradé des plaines du Centre et du Nord, selon une étude du CNRS s'appuyant sur une série de données couvrant la période 1971-2000. En 2020, Météo-France publie une typologie des climats de la France métropolitaine dans laquelle la commune est exposée à un climat océanique altéré et est dans la région climatique Sud-ouest du bassin Parisien, caractérisée par une faible pluviométrie, notamment au printemps (120 à 150 mm) et un hiver froid (3,5 °C).
Pour la période 1971-2000, la température annuelle moyenne est de 10,9 °C, avec une amplitude thermique annuelle de 15,4 °C. Le cumul annuel moyen de précipitations est de 662 mm, avec 11 jours de précipitations en janvier et 7,7 jours en juillet. Pour la période 1991-2020, la température moyenne annuelle observée sur la station météorologique la plus proche, située sur la commune de Dourdan à 12 km à vol d'oiseau, est de 11,4 °C et le cumul annuel moyen de précipitations est de 654,2 mm,. Pour l'avenir, les paramètres climatiques de la commune estimés pour 2050 selon différents scénarios d'émission de gaz à effet de serre sont consultables sur un site dédié publié par Météo-France en novembre 2022.

## Urbanisme
| Type d’occupation           | Pourcentage | Superficie (en hectares) |
| --------------------------- | ----------- | ------------------------ |
| Espace urbain construit     | 1,9 %       | 55,77                    |
| Espace urbain non construit | 2,4 %       | 68,86                    |
| Espace rural                | 95,7 %      | 2 785,73                 |
| Source : Iaurif-MOS 2008    |             |                          |

### Typologie
Au 1er janvier 2024, Chalo-Saint-Mars est catégorisée commune rurale à habitat dispersé, selon la nouvelle grille communale de densité à sept niveaux définie par l'Insee en 2022.
Elle est située hors unité urbaine. Par ailleurs la commune fait partie de l'aire d'attraction de Paris, dont elle est une commune de la couronne,. Cette aire regroupe 1 929 communes,.

### Habitat et logement
En 2018, le nombre total de logements dans la commune était de 539, alors qu'il était de 527 en 2013 et de 534 en 2008.
Parmi ces logements, 81,3 % étaient des résidences principales, 11,8 % des résidences secondaires et 6,9 % des logements vacants. Ces logements étaient pour 90,9 % d'entre eux des maisons individuelles et pour 9,1 % des appartements.
Le tableau ci-dessous présente la typologie des logements à Chalo-Saint-Mars en 2018 en comparaison avec celle de l'Essonne et de la France entière. Une caractéristique marquante du parc de logements est ainsi une proportion de résidences secondaires et logements occasionnels (11,8 %) supérieure à celle du département (1,6 %) et à celle de la France entière (9,7 %). Concernant le statut d'occupation de ces logements, 83,1 % des habitants de la commune sont propriétaires de leur logement (83,6 % en 2013), contre 58,7 % pour l'Essonne et 57,5 pour la France entière.
| Typologie                                               | Chalo-Saint-Mars | Essonne | France entière |
| ------------------------------------------------------- | ---------------- | ------- | -------------- |
| Résidences principales (en %)                           | 81,3             | 91,9    | 82,1           |
| Résidences secondaires et logements occasionnels (en %) | 11,8             | 1,6     | 9,7            |
| Logements vacants (en %)                                | 6,9              | 6,5     | 8,2            |

## Toponymie
Chalotum Sanctus Medardi au XIIIe siècle, Challo Saint Mards.
L'origine du nom de la commune est peu connue, Saint-Mars est une déformation du nom du saint Médard de Noyon.
Durant la Révolution française, la nouvelle commune est renommée Chalo-la-Raison, puis simplement Chalo en 1793. Elle reprend son nom d'origine en 1801.

## Histoire

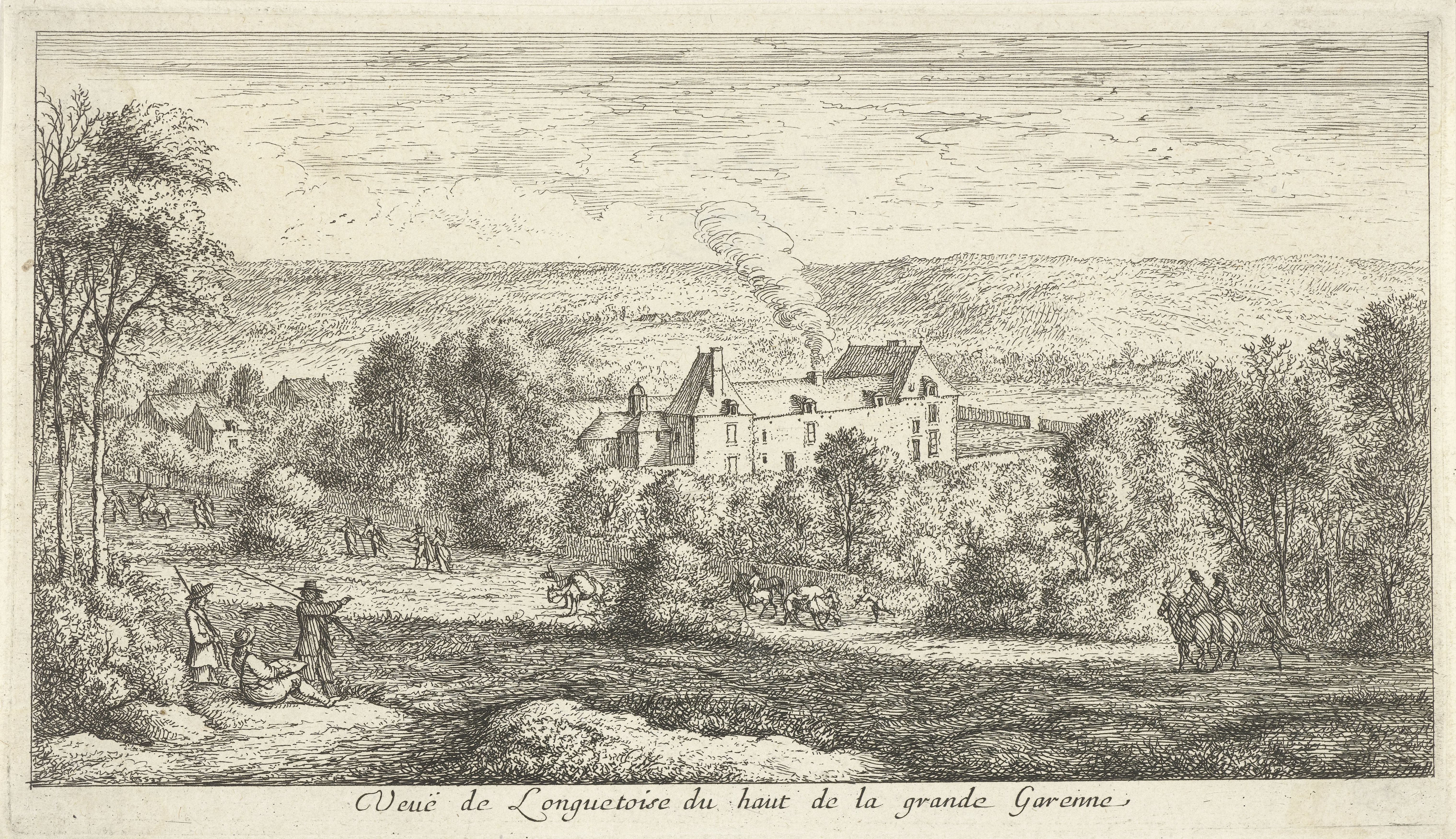
Vue du château de de Longuetoise depuis la Grande garenne.
Gravure d'Albert Flamen (1648 - 1672) conservée au Rijksmuseum Amsterdam.

Vers la fin du XIe siècle, le maire de Chalo, c'est-à-dire son régisseur, nommé Eudes Le Maire, reçoit du roi Philippe Ier un privilège transmissible à ses descendants, dont le texte est trafiqué dans les siècles suivants et interprété comme une franchise de tout impôt pour les descendants tant de lignée masculine que féminine. L'érudit avocat à la cour René Choppin (1537-1606) s'en prévaut en son temps...
En 1906, Chalo est le lieu d'une célèbre enquête criminelle et journalistique sur la disparition mystérieuse du curé de Chatenay, qui donna lieu à d'intéressantes photographies.
La commune, occupée par l'armée allemande depuis le 14 juin 1940, en est libérée le 21 août 1944.

## Politique et administration

### Rattachements administratifs et électoraux

#### Rattachements administratifs
Antérieurement à la loi du 10 juillet 1964, la commune faisait partie du département de Seine-et-Oise. La réorganisation de la région parisienne en 1964 fit que la commune appartient désormais au département de l'Essonne et à son arrondissement d'Étampes après un transfert administratif effectif au 1er janvier 1968.
Elle faisait partie depuis 1793  du canton d'Étampes de Seine-et-Oise puis de l'Essonne. Dans le cadre du redécoupage cantonal de 2014 en France, cette circonscription administrative territoriale a disparu, et le canton n'est plus qu'une circonscription électorale.
.

#### Rattachements électoraux
Pour les élections départementales, la commune est membre depuis 2014 d'un  nouveau canton d'Étampes
Pour l'élection des députés, elle fait partie de la deuxième circonscription de l'Essonne.

### Intercommunalité
Après avoir été membre de la communauté de communes de l’Étampois, créée en 2003 mais dissoute fin 2008 par jugement de la cour administrative d'appel de Versailles, Chalo-Saint-Mars intègre la nouvelle communauté de communes de l’Étampois Sud-Essonne qui lui succède au 1er janvier 2009 et qui se transforme en communauté d'agglomération le 1er janvier 2016  sous le nom de  communauté d'agglomération de l'Étampois Sud-Essonne.

### Politique locale
La commune de Chalo-Saint-Mars est rattachée au canton d'Étampes, représenté par les conseillers départementaux Marie-Claire Chambaret (DVD) et Guy Crosnier (UMP), à l'arrondissement d’Étampes et à la deuxième circonscription de l'Essonne représentée par le député Franck Marlin (UMP).

### Tendances politiques et résultats
Élections présidentielles, résultats des deuxièmes tours :
- Élection présidentielle de 2002 : 79,78 % pour Jacques Chirac (RPR), 20,22 % pour Jean-Marie Le Pen (FN), 86,78 % de participation[26].
- Élection présidentielle de 2007 : 58,25 % pour Nicolas Sarkozy (UMP), 41,75 % pour Ségolène Royal (PS), 89,54 % de participation[27].
- Élection présidentielle de 2012 : 54,36 % pour Nicolas Sarkozy (UMP), 45,64 % pour François Hollande (PS), 83,39 % de participation[28]

.
Élections législatives, résultats des deuxièmes tours :
- Élections législatives de 2002 : 67,95 % pour Franck Marlin (UMP), 32,05 % pour Gérard Lefranc (PCF), 68,79 % de participation[29].
- Élections législatives de 2007 : 59,76 % pour Franck Marlin (UMP) élu au premier tour, 12,90 % pour Marie-Agnès Labarre (PS), 69,68 % de participation[30].
- Élections législatives de 2012 : 61,50 % pour Franck Marlin (UMP), 38,50 % pour Béatrice Pèrié (PS), 61,09 % de participation[31].

Élections européennes, résultats des deux meilleurs scores :
- Élections européennes de 2004 : 18,83 % pour Patrick Gaubert (UMP), 18,58 % pour Harlem Désir (PS), 54,49 % de participation[32].
- Élections européennes de 2009 : 27,91 % pour Michel Barnier (UMP), 26,28 % pour Daniel Cohn-Bendit (Les Verts), 50,11 % de participation[33].

Élections régionales, résultats des deux meilleurs scores :
- Élections régionales de 2004 : 45,52 % pour Jean-François Copé (UMP), 39,93 % pour Jean-Paul Huchon (PS), 72,75 % de participation[34].
- Élections régionales de 2010 : 54,46 % pour Jean-Paul Huchon (PS), 45,54 % pour Valérie Pécresse (UMP), 53,14 % de participation[35].

Élections cantonales, résultats des deuxièmes tours :
- Élections cantonales de 2001 : données manquantes.
- Élections cantonales de 2008 : 69,28 % pour Jean Perthuis (UMP), 30,72 % pour François Jousset (PCF), 50,91 % de participation[36].

Élections municipales, résultats des deuxièmes tours :
- Élections municipales de 2001 : données manquantes.
- Élections municipales de 2008 : 514 voix pour Gilles Thevret (?), 508 voix pour Denis Petitgenet (?), 69,41 % de participation[37].

Référendums :
- Référendum de 2000 relatif au quinquennat présidentiel : 65,19 % pour le Oui, 34,81 % pour le Non, 41,38 % de participation[38].
- Référendum de 2005 relatif au traité établissant une Constitution pour l'Europe : 57,60 % pour le Non, 42,40 % pour le Oui, 78,40 % de participation[39].

### Liste des maires
Vingt-sept maires se sont succédé à la tête de l'administration communale de Chalo-Saint-Mars depuis l'élection du premier en 1791.
| Période  | Période                   | Identité                                 | Étiquette | Qualité                                                  |
| -------- | ------------------------- | ---------------------------------------- | --------- | -------------------------------------------------------- |
| 1791     | 1791                      | Claude Sergent                           |           |                                                          |
| 1791     | 1792                      | Nicolas Adnot                            |           |                                                          |
| 1792     | 1795                      | Jean-Pierre Boudier                      |           |                                                          |
| 1795     | 1800                      | Claude Sergent                           |           |                                                          |
| 1800     | 1808                      | Simon Dramard                            |           |                                                          |
| 1808     | 1831                      | Marie Jean-Baptiste Henin de Longuetoise |           |                                                          |
| 1831     | 1837                      | Pierre Guillaumeron                      |           |                                                          |
| 1837     | 1851                      | Germain Hautefeuille                     |           |                                                          |
| 1852     | 1884                      | Bienaimé Boureau                         |           |                                                          |
| 1884     | 1888                      | Frédéric Marchand                        |           |                                                          |
| 1888     | 1896                      | Alfred Blot                              |           |                                                          |
| 1896     | 1904                      | Henri Masse de Comble                    |           |                                                          |
| 1904     | 1912                      | Alfred Blot                              |           |                                                          |
| 1912     | 1925                      | Henri Marchand                           |           |                                                          |
| 1925     | 1935                      | Léonce Solon                             |           | Médecin                                                  |
| 1935     | 1941                      | Jules Capron                             |           |                                                          |
| 1945     | 1947                      | Émile Capron                             |           |                                                          |
| 1947     | 1951                      | Louis Désiré Marchaudon                  |           |                                                          |
| 1951     | 1953                      | René Barrue                              |           |                                                          |
| 1953     | 1964                      | René Thomas                              |           |                                                          |
| 1964     | 1965                      | Jacques Danne                            |           |                                                          |
| 1965     | 1977                      | Marcel Marchand                          |           |                                                          |
| 1977     | 1995                      | Maurice Robin Taudou                     |           |                                                          |
| 1995     | 2001                      | Pierre Richier                           |           |                                                          |
| 2001     | 2005                      | Philippe Robert                          |           |                                                          |
| 2005     | mai 2020                  | Christine Bourreau                       | DVD       |                                                          |
| mai 2020 | En cours (au 5 août 2021) | Xavier Guiomar                           | EÉLV      | Enseignant-chercheur à l’institut national AgroParisTech |

### Politique de développement durable
La municipalité élue en 2020 a instauré l'extinction de l'éclairage public à minuit, afin d'en réduite le coût, mais surtout pour des motifs d'environnement, la fin de la tonte à ras dans le cimetière et la fin de l'utilisation des produits phytosanitaires, la plantation d'espèces vivaces dans les plantations des rues, l'isolation par des produits naturels des bâtiments communaux et la confection de 50 % des repas de la cantine municipale en "bio".

### Jumelages
La commune de Chalo-Saint-Mars[Quand ?] n'a développé aucune association de jumelage.

## Population et société

### Démographie

#### Évolution démographique
L'évolution du nombre d'habitants est connue à travers les recensements de la population effectués dans la commune depuis 1793. Pour les communes de moins de 10 000 habitants, une enquête de recensement portant sur toute la population est réalisée tous les cinq ans, les populations de référence des années intermédiaires étant quant à elles estimées par interpolation ou extrapolation. Pour la commune, le premier recensement exhaustif entrant dans le cadre du nouveau dispositif a été réalisé en 2007.

En 2022, la commune comptait 1 042 habitants, en évolution de −4,67 % par rapport à 2016 (Essonne : +2,89 %, France hors Mayotte : +2,11 %).
| 1793 | 1800  | 1806  | 1821  | 1831 | 1836 | 1841  | 1846  | 1851  |
| ---- | ----- | ----- | ----- | ---- | ---- | ----- | ----- | ----- |
| 975  | 1 058 | 1 007 | 1 050 | 956  | 997  | 1 080 | 1 143 | 1 096 |

| 1856 | 1861  | 1866 | 1872 | 1876 | 1881 | 1886 | 1891  | 1896 |
| ---- | ----- | ---- | ---- | ---- | ---- | ---- | ----- | ---- |
| 988  | 1 027 | 973  | 951  | 986  | 938  | 984  | 1 001 | 988  |

| 1901 | 1906 | 1911 | 1921 | 1926 | 1931 | 1936 | 1946 | 1954 |
| ---- | ---- | ---- | ---- | ---- | ---- | ---- | ---- | ---- |
| 908  | 886  | 885  | 839  | 911  | 892  | 869  | 845  | 854  |

| 1962 | 1968 | 1975 | 1982 | 1990  | 1999  | 2006  | 2007  | 2012  |
| ---- | ---- | ---- | ---- | ----- | ----- | ----- | ----- | ----- |
| 826  | 845  | 873  | 978  | 1 036 | 1 094 | 1 132 | 1 137 | 1 162 |

| 2017  | 2022  | - | - | - | - | - | - | - |
| ----- | ----- | - | - | - | - | - | - | - |
| 1 054 | 1 042 | - | - | - | - | - | - | - |

#### Pyramide des âges
En 2018, le taux de personnes d'un âge inférieur à 30 ans s'élève à 32,1 %, soit en dessous de la moyenne départementale (39,9 %). À l'inverse, le taux de personnes d'âge supérieur à 60 ans est de 24,7 % la même année, alors qu'il est de 20,1 % au niveau départemental.
En 2018, la commune comptait 507 hommes pour 537 femmes, soit un taux de 51,44 % de femmes, légèrement supérieur au taux départemental (51,02 %).
Les pyramides des âges de la commune et du département s'établissent comme suit.
| Hommes | Classe d’âge | Femmes |
| ------ | ------------ | ------ |
| 0,2    | 90 ou +      | 0,4    |
| 6,8    | 75-89 ans    | 7,3    |
| 17,9   | 60-74 ans    | 17,0   |
| 27,0   | 45-59 ans    | 26,6   |
| 16,6   | 30-44 ans    | 16,0   |
| 14,0   | 15-29 ans    | 13,7   |
| 17,5   | 0-14 ans     | 19,0   |

| Hommes | Classe d’âge | Femmes |
| ------ | ------------ | ------ |
| 0,5    | 90 ou +      | 1,4    |
| 5,4    | 75-89 ans    | 7,2    |
| 12,9   | 60-74 ans    | 13,9   |
| 20     | 45-59 ans    | 19,4   |
| 19,9   | 30-44 ans    | 20,1   |
| 20     | 15-29 ans    | 18,2   |
| 21,3   | 0-14 ans     | 19,8   |

### Enseignement

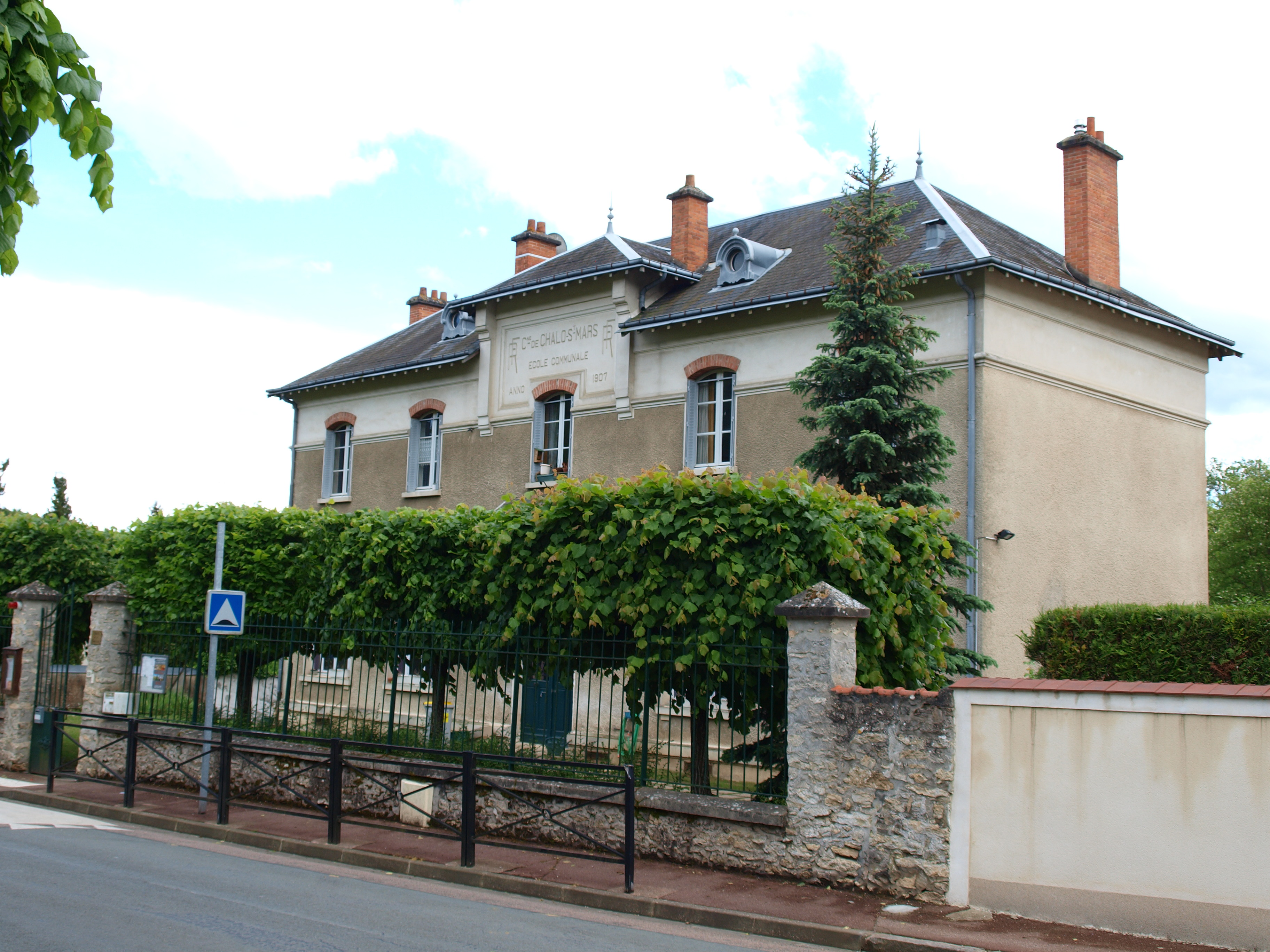
L'école.

Les élèves de Chalo-Saint-Mars sont rattachés à l'académie de Versailles.
La commune dispose sur son territoire de l'école maternelle La Marette et de l'école élémentaire La Chalouette.

### Sports

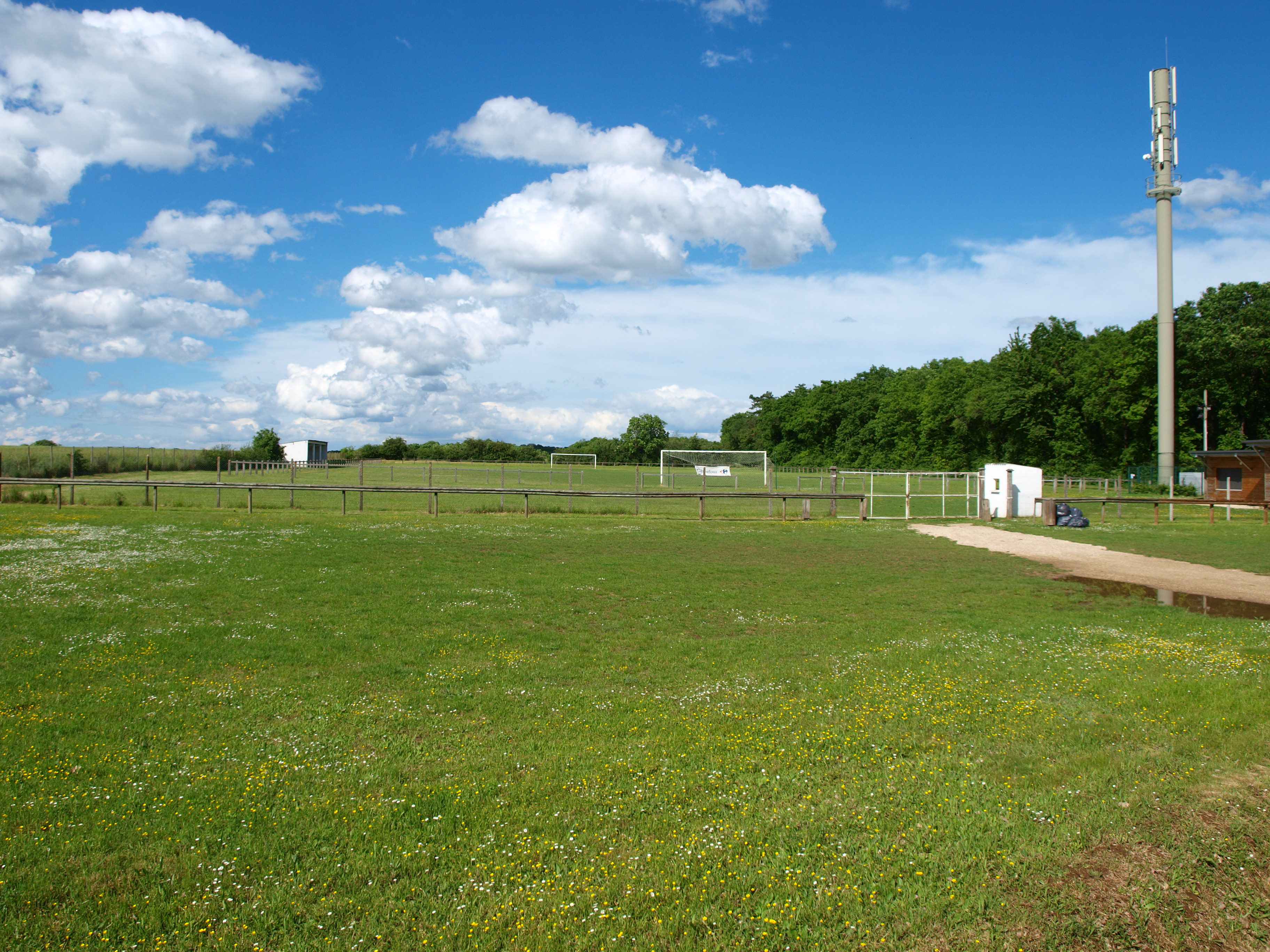
Le stade.

La commune dispose d'un stade.

### Autres services publics

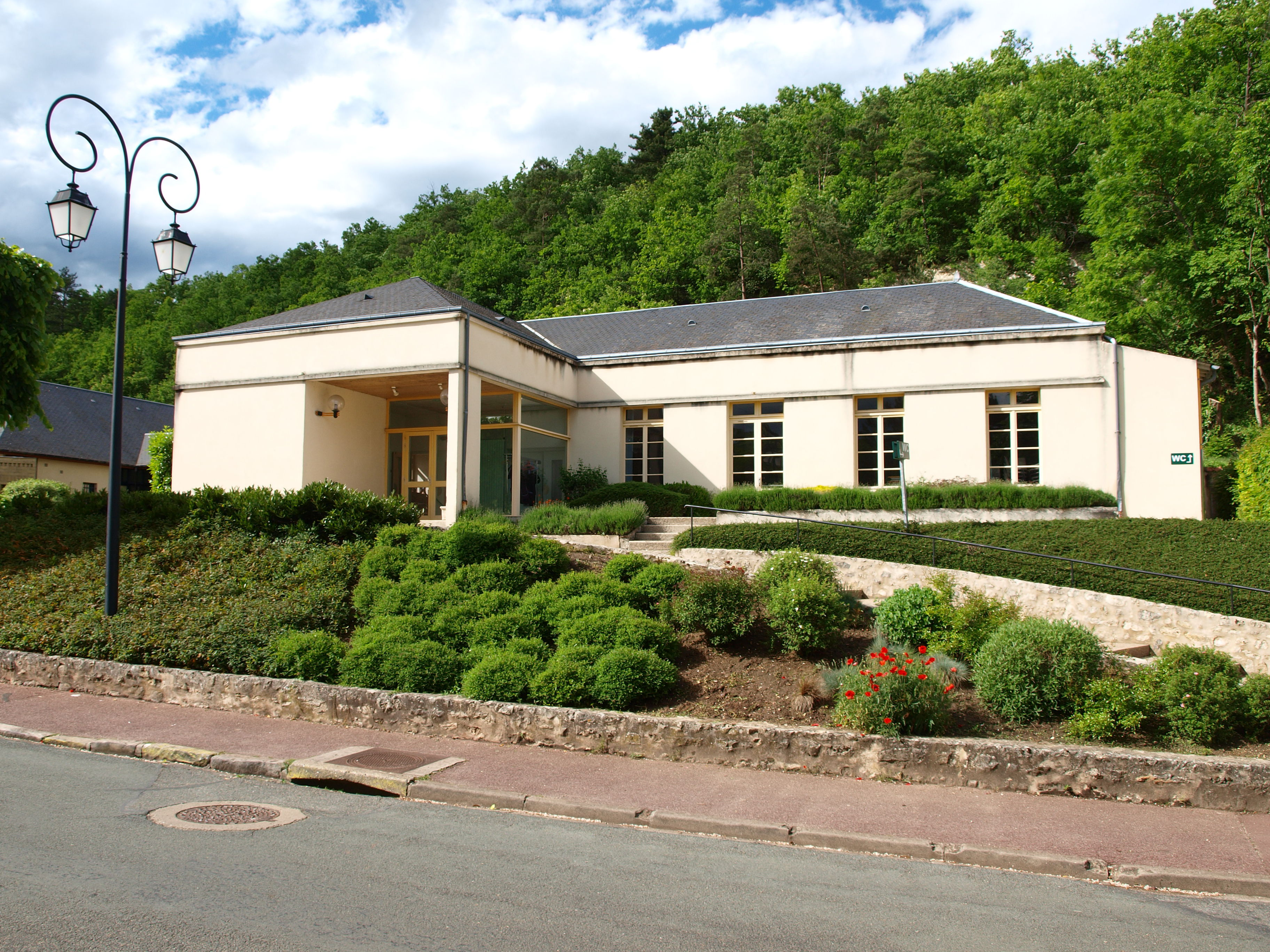
La salle communale.

En 2011, la commune dispose sur son territoire d'un centre de secours et d'un bureau de poste.
Elle dispose également d'une salle communale.

### Lieux de culte
La paroisse catholique de Chalo-Saint-Mars est rattachée au secteur pastoral de Saint-Michel-de-Beauce-Étampes et au diocèse d'Évry-Corbeil-Essonnes. Son église paroissiale est l'église Saint-Médard.

### Médias
L'hebdomadaire Le Républicain relate les informations locales. La commune est en outre dans le bassin d'émission des chaînes de télévision France 3 Paris Île-de-France Centre, IDF1 et Téléssonne intégré à Télif.

## Économie

### Emplois, revenus et niveau de vie
En 2010, le revenu fiscal médian par ménage était de 42 840 €, ce qui plaçait Chalo-Saint-Mars au 1 368e rang parmi les 31 525 communes de plus de 39 ménages en métropole.
| Répartition des emplois par catégories socioprofessionnelles en 2006. |              |                                           |                                                   |                            |                          |                           |
|                                                                       | Agriculteurs | Artisans, commerçants, chefs d’entreprise | Cadres et professions intellectuelles supérieures | Professions intermédiaires | Employés                 | Ouvriers                  |
| Chalo-Saint-Mars                                                      | -            | -                                         | -                                                 | -                          | -                        | -                         |
| Zone d’emploi d’Étampes                                               | 1,8 %        | 6,2 %                                     | 15,1 %                                            | 24,9 %                     | 27,2 %                   | 24,8 %                    |
| Moyenne nationale                                                     | 2,2 %        | 6,0 %                                     | 15,4 %                                            | 24,6 %                     | 28,7 %                   | 23,2 %                    |
| Répartition des emplois par secteurs d’activités en 2006.             |              |                                           |                                                   |                            |                          |                           |
|                                                                       | Agriculture  | Industrie                                 | Construction                                      | Commerce                   | Services aux entreprises | Services aux particuliers |
| Chalo-Saint-Mars                                                      | -            | -                                         | -                                                 | -                          | -                        | -                         |
| Zone d’emploi d’Étampes                                               | 2,9 %        | 16,1 %                                    | 6,7 %                                             | 14,8 %                     | 9,2 %                    | 5,8 %                     |
| Moyenne nationale                                                     | 3,5 %        | 15,2 %                                    | 6,4 %                                             | 13,3 %                     | 13,3 %                   | 7,6 %                     |
| Sources : Insee,                                                      |              |                                           |                                                   |                            |                          |                           |

## Culture locale et patrimoine

### Lieux et monuments
- Les berges de la Chalouette et de la Louette et les bois qui les entourent ont été recensés au titre des espaces naturels sensibles par le conseil général de l'Essonne[56], et leurs milieux humides par exemple dans le Parc André Bouniol.
- Les bois et les pelouses calcicoles des coteaux, les cultures de la Beauce sur le plateau, ouvrant le paysage sur les vallées des rivières Louette, Chalouette et des Marettes.
- La chapelle du château du Grand Saint-Mars du XIXe siècle a été inscrite aux monuments historiques en 1990[57],[58].
- Le château du Tronchet des XVIIe et XVIIIe siècles a été inscrit aux monuments historiques en 1975[59],[60].
- L'église Saint-Médard a été inscrite aux monuments historiques en 1926[61],[62].

On peut également signaler de nombreuses demeures de villégiature qui créent l'athmospère du village, avec notamment  la villa des Sablons, le château de la Ferté, le cottage anglais, les Tavaillons, le château de Longuetoise, la demeure de Chérel ou les fermes beauceronnes qui jalonnent le territoire (Boinville, La Fosse, la Grange aux Moines, Longuetoise) ou des éléments du patrimoine vernaculaire avec fours à pain, ponts et ponceaux, lavoirs, moulin....
Pour les randonneurs, la commune est traversée par le sentier de grande randonnée de pays (GRP) du Hurepoix, qui relie la vallée de la Bièvre, à celle de l'Essonne, via l'Yvette, l'Orge, et la Juine, et par deux circuits locaux, l'un de 4 km avec 10 stations, l'autre de 12 km avec 14 stations d'observations, qui s'étend également à la commune voisine de Saint-Hilaire..

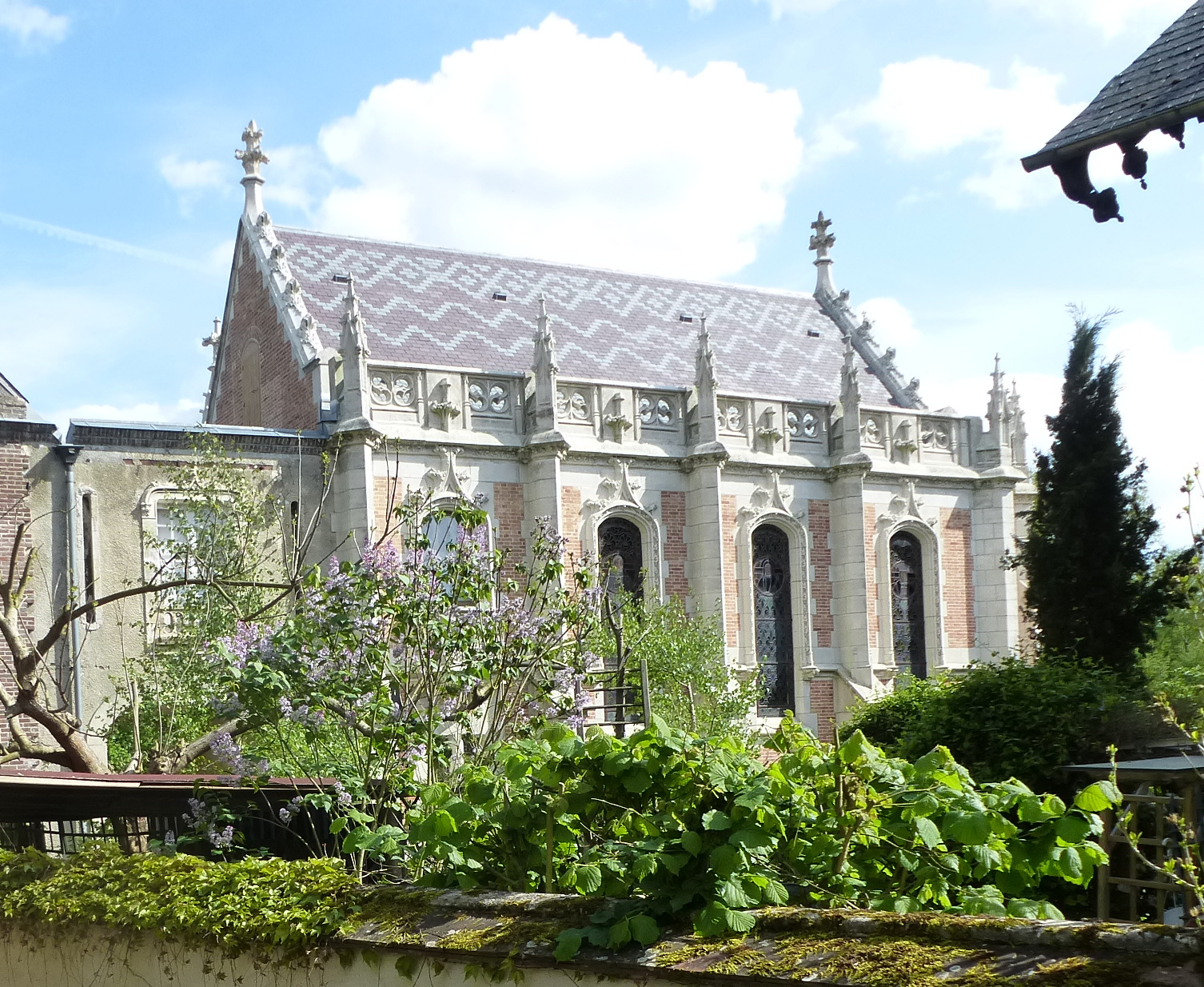
Chapelle du château du Grand Saint-Mard.
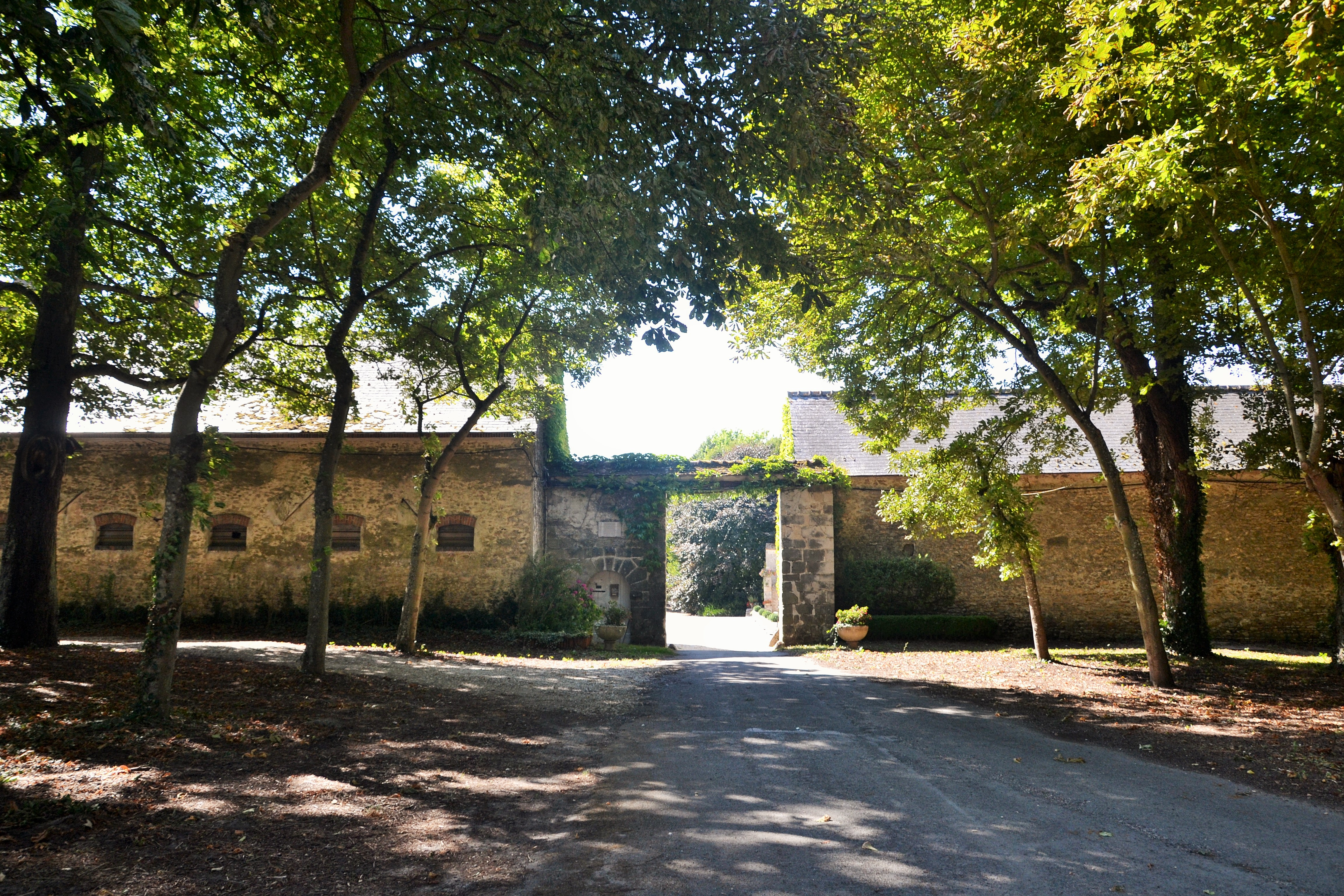
L'entrée du château du Tronchet.
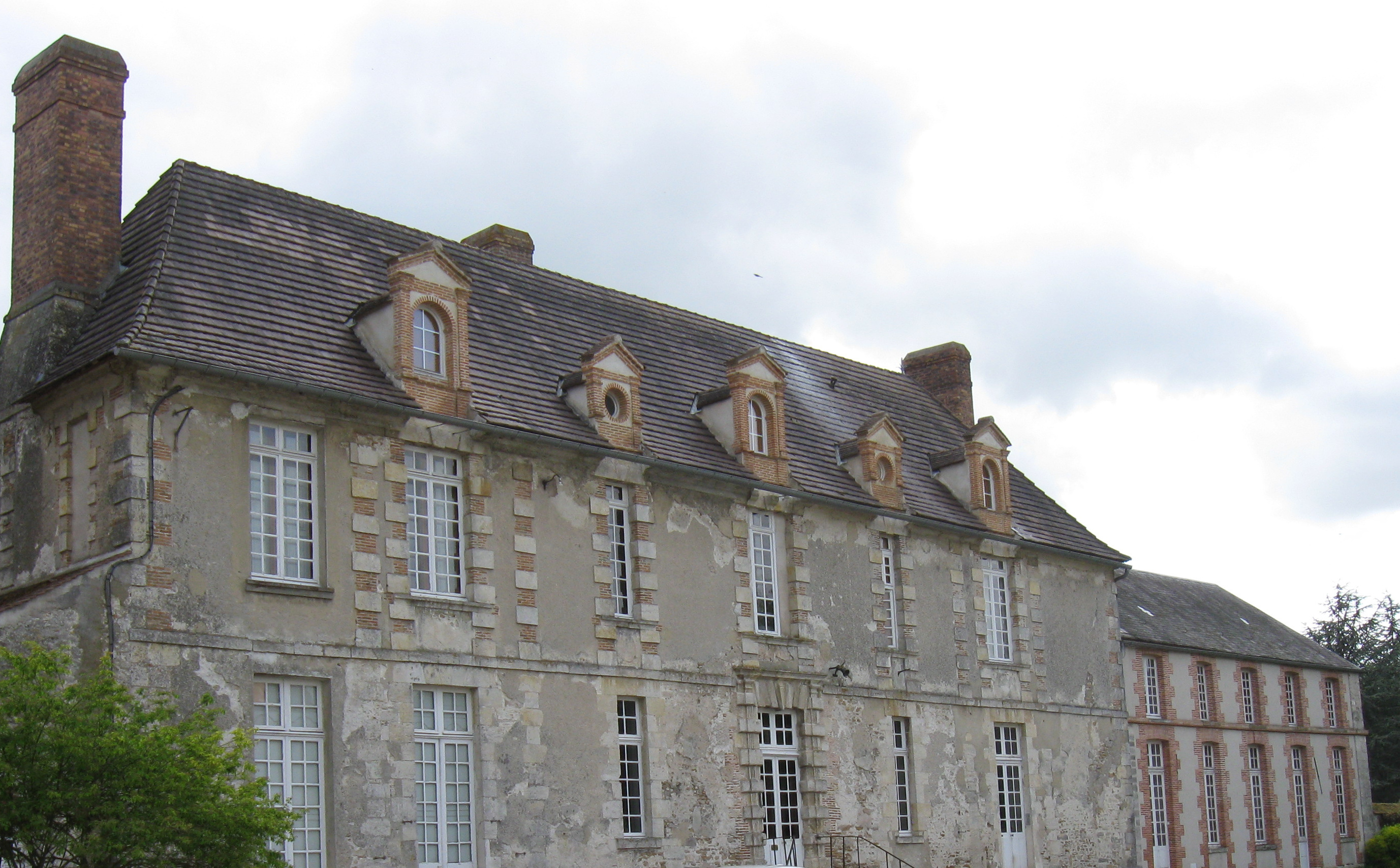
Le château du Tronchet.
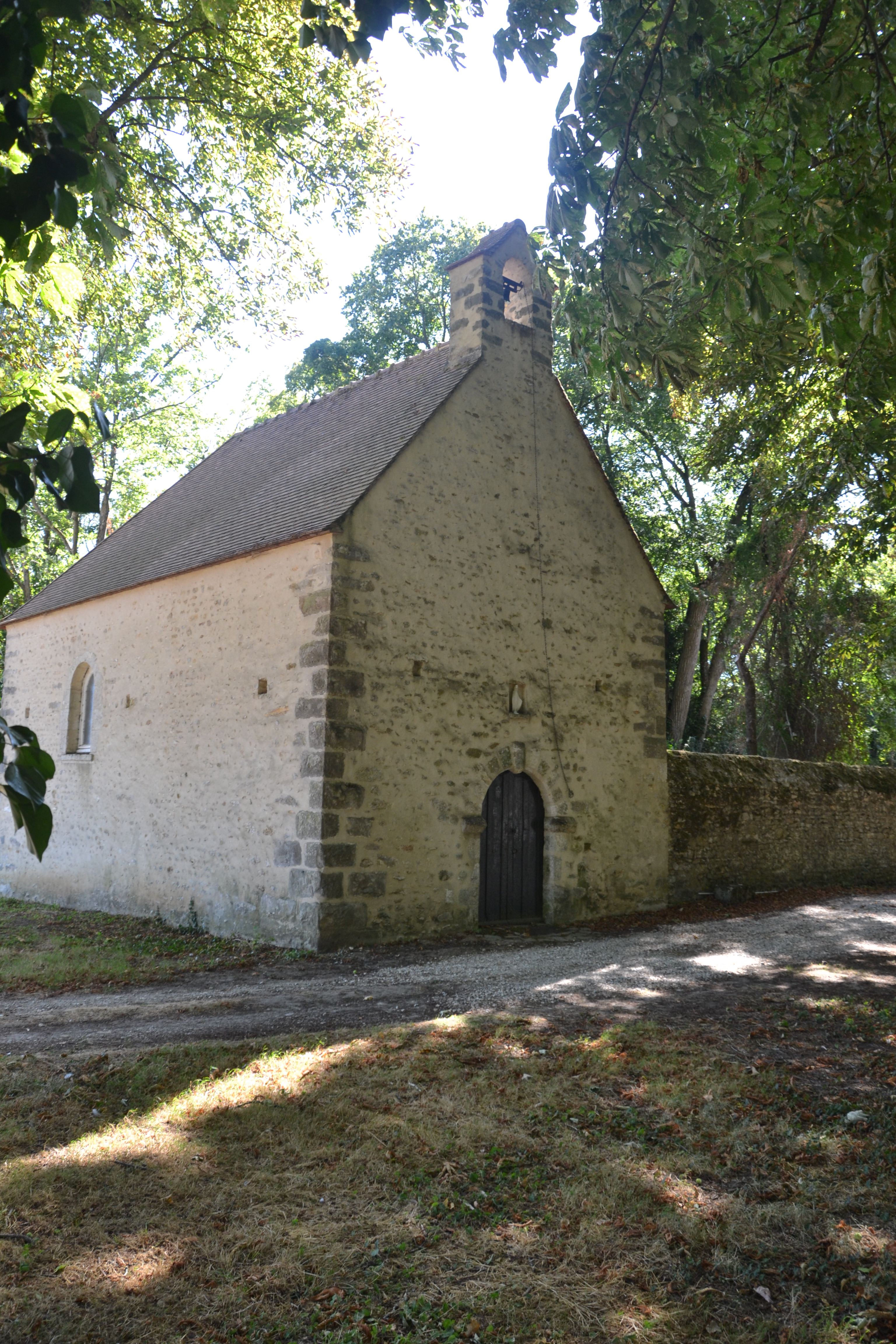
La chapelle du chateau du Tronchet.
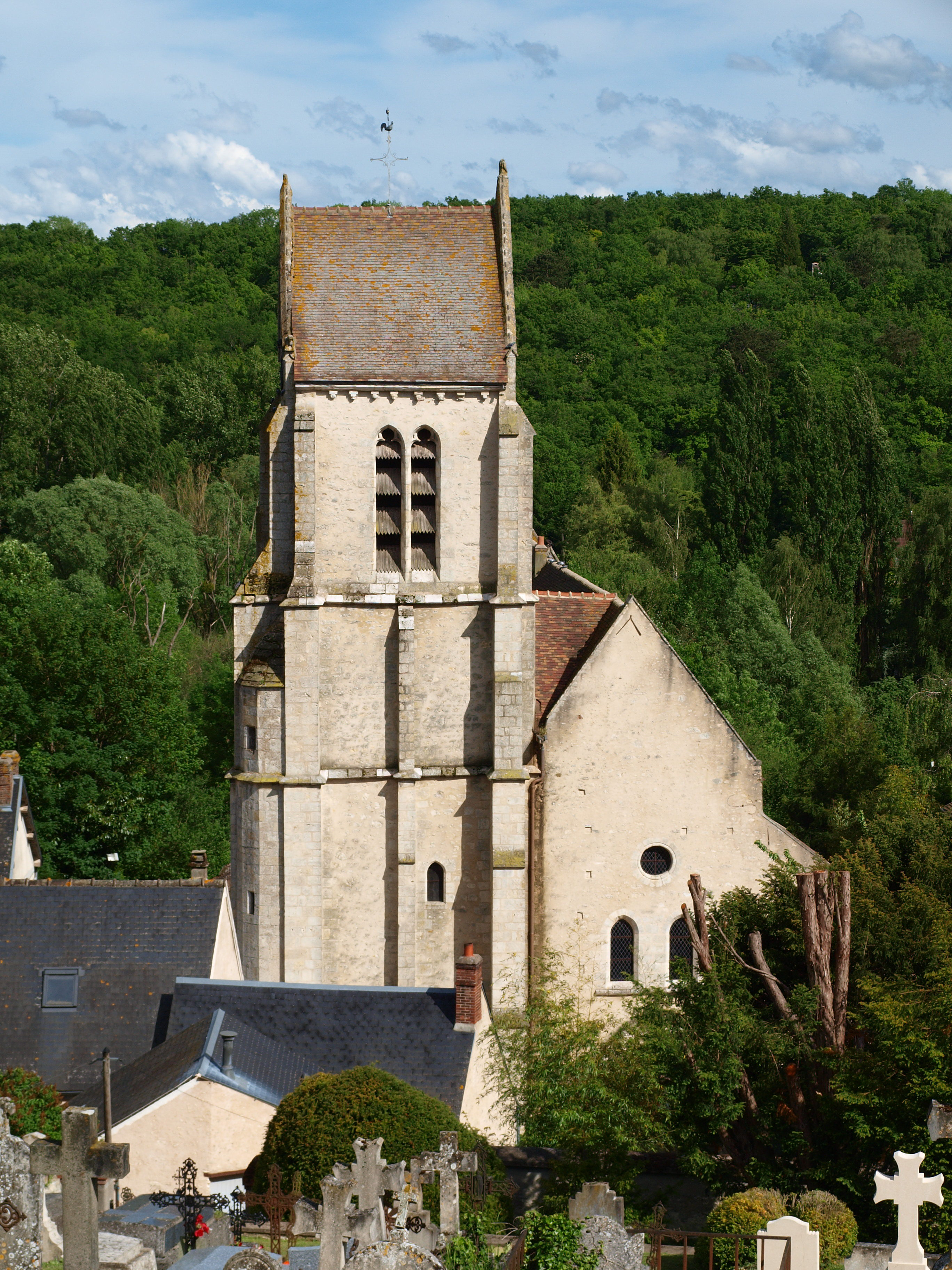
Le clocher de l'église.
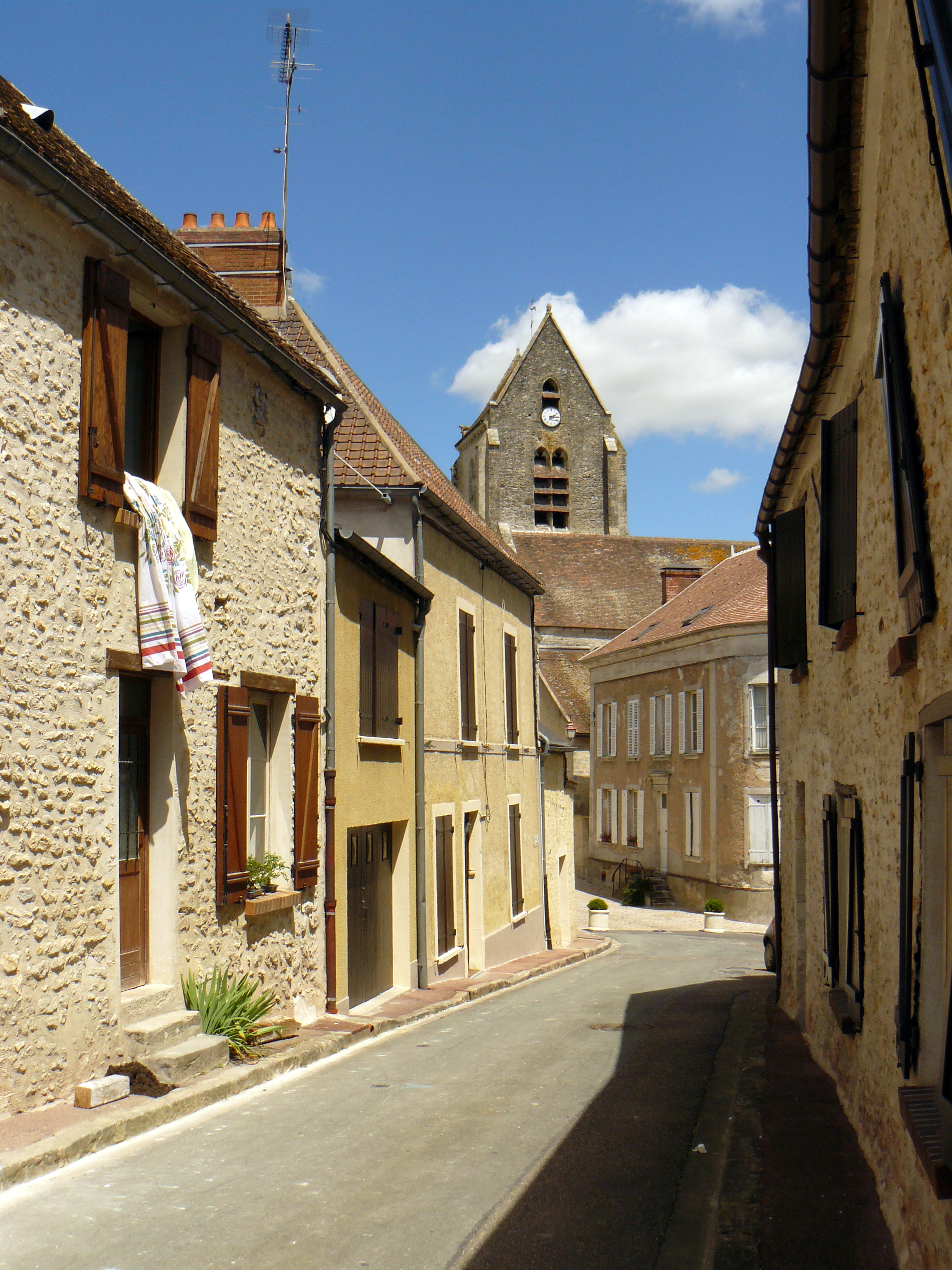
Rue de l'église.
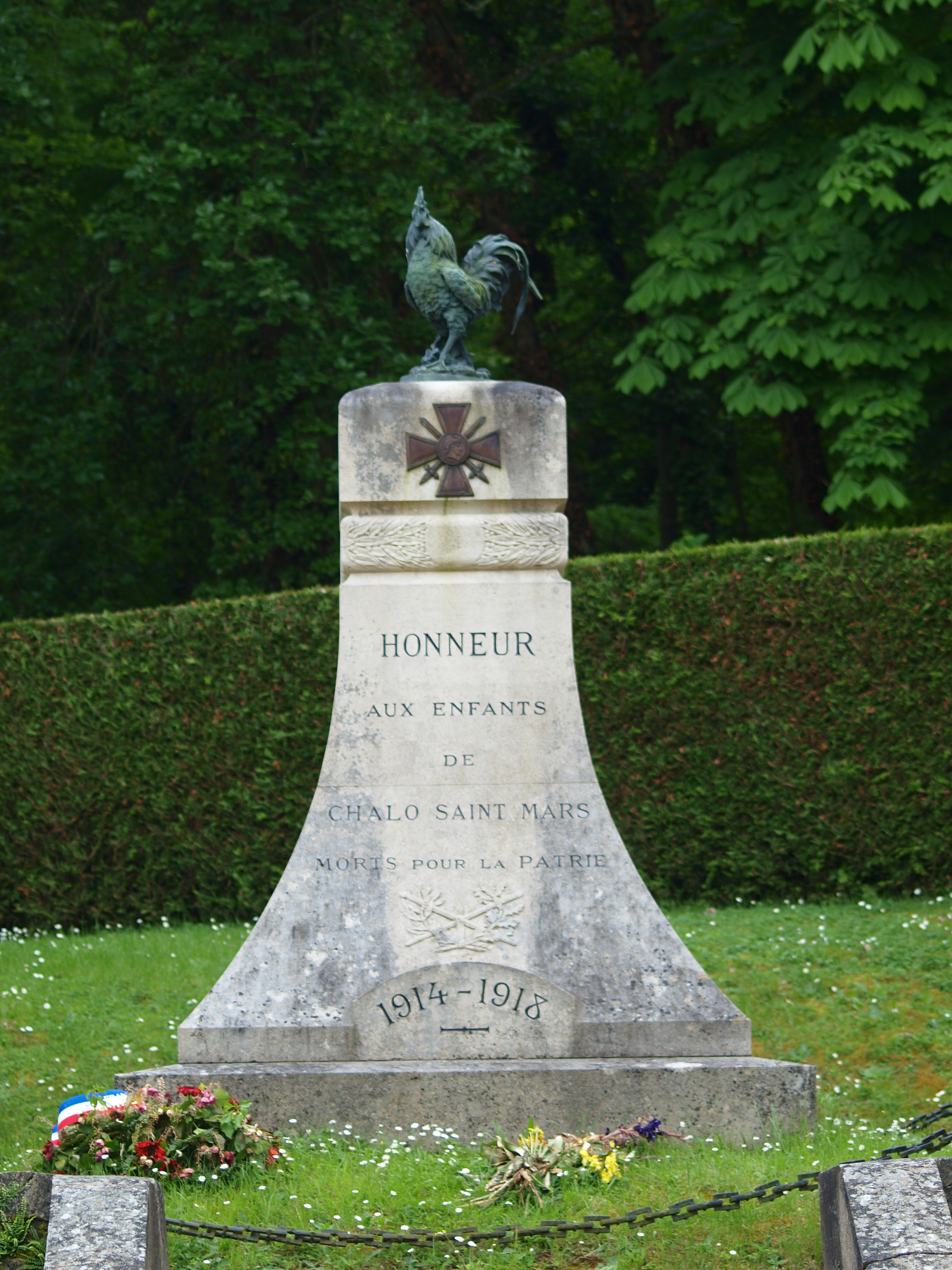
Le monument aux morts.

### Personnalités liées à la commune

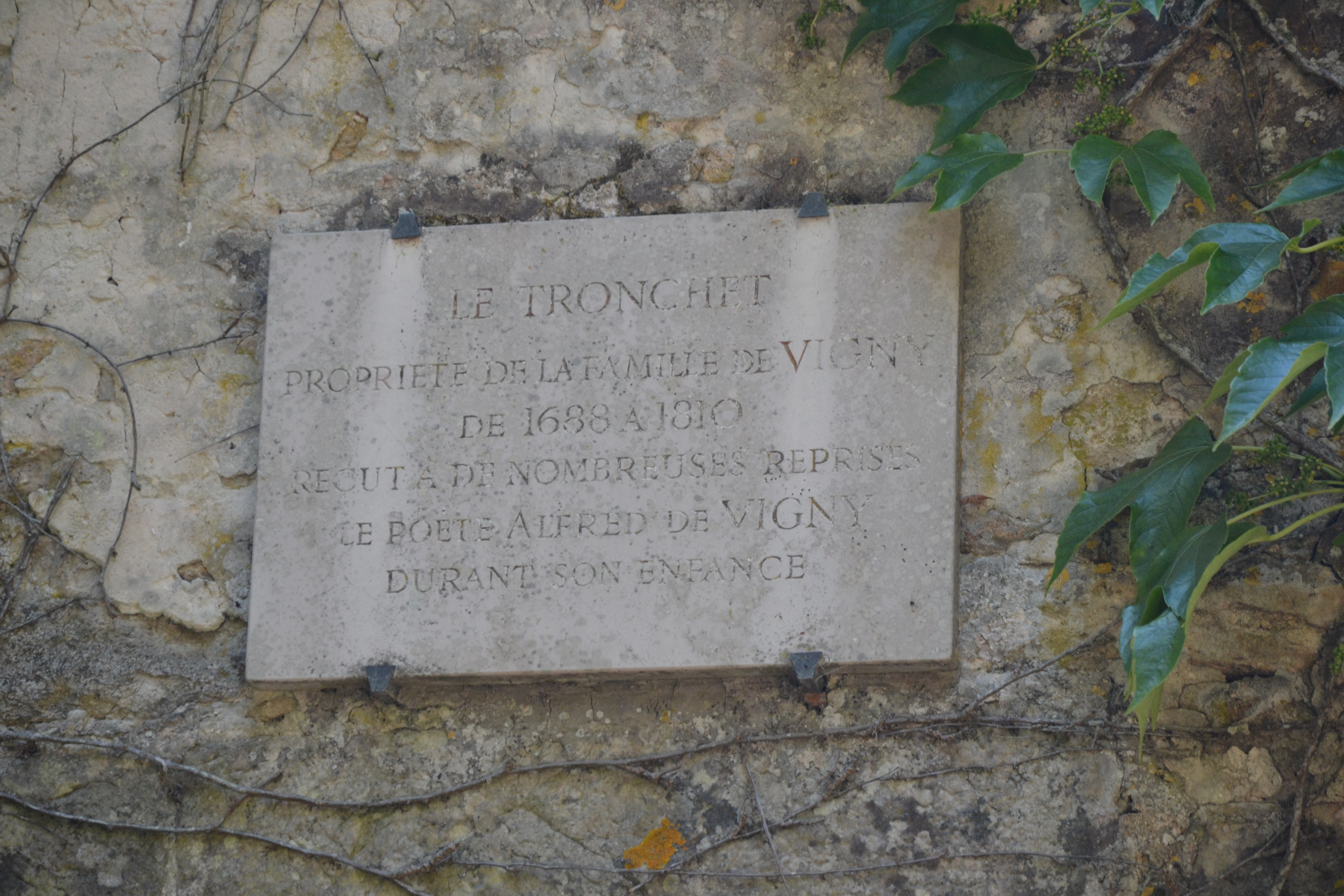
Plaque commémorative à Alfred de Vigny au manoir du Tronchet.

Différents personnages publics sont nés, décédés ou ont vécu à Chalo-Saint-Mars :
- Eudes Le Maire (1056-1120), célèbre fiscalier[C'est-à-dire ?] du XIe siècle, y est né ;
- Alfred de Vigny (1797-1863), écrivain et poète français, résida a plusieurs reprises durant son enfance au manoir du Tronchet, propriété de sa famille de 1688 à 1810. Une plaque commémorative y est apposée.
- Maurice Prochasson (1901-1964), Compagnon de la Libération, y est inhumé.
- Jérôme Lejeune (1926-1994), pédiatre et généticien, connu pour sa découverte de la mutation responsable de la trisomie 21 et pour son combat contre l'avortement, y est inhumé ;
- les membres du groupe Your Shapeless Beauty y ont vécu;
- Arnaud Beltrame (lieutenant-colonel de Gendarmerie, mort-assassiné à Trèbes le 28 mars 2018) passa quelques années de son enfance au hameau de Chantepie[66]. Une place de Chalo-Saint-Mard porte son nom[40].
- Urbain Cancelier (1959), comédien français y possède une maison.
- Le 22 août 1997, la commune a reçu la visite du pape Jean-Paul II, venu se recueillir sur la tombe de son ami le professeur Jérôme Lejeune (1926-1994), qui y est enterré[67].

### Héraldique
| Blason de Chalo-Saint-Mars | Blason  | Écartelé : au premier et au quatrième d'argent à la croix potencée alésée soudée d'or cantonnée de quatre croisettes du même, au deuxième et au troisième de sinople à l'écusson de gueules à la feuille de chêne d'argent, à la bordure d'or. |
| Blason de Chalo-Saint-Mars | Détails | |